# Tótila Albert Schneider
Tótila Albert Schneider (Santiago del Cile, 30 novembre 1892 – Santiago del Cile, 27 settembre 1967) è stato un artista e filosofo cileno.

## Biografia
Nato nel 1892 e morto nel 1967, è stato un artista, scultore, poeta e filosofo visionario, di cui Claudio Naranjo è stato amico fin da adolescente e di cui ha raccolto l'eredità. Poco prima della morte infatti Tótila Albert gli ha affidato i suoi manoscritti, confidando che Naranjo avrebbe diffuso e sviluppato il suo messaggio nel futuro. La poesia di Albert è rimasta inedita per anni, finché è cominciata ad apparire nell'originale tedesco, per la prima volta, nel sito www.claudionaranjo.net.
Dopo aver completato la sua opera epica in cinque volumi, “La Nascita dell'Io”, Tótila Albert cominciò a "udire delle parole nella musica" di grandi compositori e a scriverle, originando così un corpus di quella che chiamò "Music Dictation", o dettatura musicale. Cominciò con alcune opere di Beethoven e poi "dettò" le ultime sinfonie di Schubert, di numerose opere di Schumann e di buona parte di quelle di Brahms. 
Una delle principali opere scultoree di Albert, la "Terra", esposta al Museo d'Arte Contemporanea di Santiago del Cile, è stata adottata da Naranjo come logo della sua Fondazione.